# برايان جونسون (لاعب دوري الرغبي)
برايان جونسون (بالإنجليزية: Brian James Johnson)‏ هو لاعب دوري الرغبي أسترالي، ولد في 26 يونيو 1956 في دابتو ‏ في أستراليا، وتوفي في 11 يناير 2016 في Horsley, New South Wales ‏ في أستراليا بسبب مرض آلزهايمر.